# 中国红十字会相关争议
中国红十字会相关负面事件列表，罗列了与中国红十字会有关的负面事件。按事件发生时间或丑闻被公开报道的时间进行排序。

## 1999年

### 九二一大地震
台湾发生九二一大地震时，9月22日中国红十字会秘书长孙爱明表示任何国际红十字会要捐助给台湾地震的款項和救灾物资，都必须得到中国红十字会的同意，甚至任何国家要援助台湾地震，也应征得中国红十字会允许方可援助。 此事件遭到台湾政府及县市首長和美国方面的猛烈批评，两岸关系也因此降至冰点。

## 2008年

### 汶川大地震天价帐篷
2008年汶川大地震时，中國紅十字會募得大量捐款，有內地民眾引述中國紅十字會職員對中央電視台表示需款一千多萬元買一千頂帳篷，質疑為何帳篷要貴到一萬元一頂，激起廣泛迴響，懷疑善款被貪污。紅會最後澄清帳篷平均價只是一千二百元一頂，但即使如此仍然比市價昂貴。紅十字會在其它國家是獨立的私人機構，但在中國紅十字會是由政府掌管的，因此公信力不足。另外亦顯示一個很大的問題是，中國慈善機構依然沒有足夠的法例監管和由第三方核數的獨立審查模式。

## 2010年

### 李連杰壹基金計劃
演員李連杰自2007年4月19日開始發起李連杰壹基金計劃，提出“1人＋1元＋每1個月＝1個大家庭”的概念，即每人每月最少捐一元，集合每個人的力量讓小捐款變成大善款，幫助有需要的人。但因為在中國現行法律框架下，民間公益組織不能向公眾募捐，壹基金沒有自己的獨立賬戶和公章，只能使用中國紅十字會的。在2010年9月12日李連杰向傳媒表示壹基金計劃可能面臨中斷。不过壹基金已于2010年12月登记成为“公募基金会”，因此壹基金就具备独立的法人身份，允许公开募款。

## 2011年

### 卢湾区红十字会高额餐饮费事件
4月15日，新浪微博流传出一张付款单位为“上海市卢湾区红十字会”的餐饮发票照片金额高达9859元。

### 郭美美事件
6月21日，新浪微博用户“郭美美baby”（实名认证为“中国红十字会商业总经理”）炫富自稱“住大別墅，開瑪莎拉蒂”引起关注。

### 审计虚假开支
6月28日报道，审计发现中国红十字会多笔资金存在问题，包括虚假列支抽检费、新闻稿发布服务费等，超标采购420万元。

### 阮姮贪污案案
7月22日，原云南省昆明市红十字会常务副会长阮姮被指控贪污，接受昆明市盘龙区人民法院的审理。案件显示，在2006年到2007年间，阮姮利用职务之便，多次到酒店消费，并购买了价值数千元的衣物、鞋子，以及价值上百元的内裤、香烟和酒水等，并邀请朋友打网球娱乐。而这些费用，均被其通过公务消费的方式报销。她称这样做“是为了更好地开展工作”。

### 中国红十字会总会配车案
8月9日，《博客天下》杂志副总编吴晨光称，中国红十字会总会的车库内停着若干辆豪华公车，红十字会司局级以上领导每人配车两辆，目的是应对北京的机动车限号措施。对于此质疑，中国红十字会回应称：“总会公务用车严格执行《中央国家机关公务用车编制和配备标准的规定》，根据国管局2010年1月《关于增加中国红十字会公务用车编制的函》，核定该会公车15辆。目前，在职和退休的副部级干部每人配备一辆专车，其他领导每人一辆一般公车，车辆由国管局统一配发，所谓“每人两辆豪华公车”属谣言。”中国红十字会总会政策法规处处长丁硕在微博上称：“红十字总会秘书长的车是荣威750，自动档低配。”随后有网友在微博中发布了一张图片，图片上显示有10辆陆虎越野车，所有车的车身上都印有红十字会的标志。

### 苏田田事件
6月15日，东南网报道了“大肚女孩”苏田田的不幸遭遇后，龙岩市永定县多部门联合发出了“捐款倡议书”，同时由永定县红十字会开通了一个专门接收捐款的账号。事后，当地各界人士捐款共计5万元人民币，但红十字会的工作人员称：“新县里正在换届，目前卫生局长还没有到位，没有他的签字，我们不能转出。”所以，直到2011年8月15日（苏田田辞世后第35天），苏田田的父母才接到龙岩市永定县红十字会的通知，让其签收当地人士通过红十字会捐出的5万元善款，但是具体什么时候拿到钱，当地红十字会并未说明。

### 佛山死婴事件
11月，广东省佛山市南海区红十字会医院发生初生婴儿被当作死婴而弃置在洗手间的医疗事件，随後南海区红十字会、佛山市红十字会称事件与自己无关，并且马上提请上级取消医院冠名，广东省红十字会批复同意取消该医院“红十字会”冠名。

## 2013年

### 收取500万买路钱事件
有媒体报道称，中国红十字会要求台湾红十字组织先援助500万元人民币，才能进入芦山地震灾区参与救助。台湾红十字组织对此郑重作出澄清，强调该报道断章取义，误导读者，是完全错误的。
台湾红十字组织负责对外新闻发佈的赈济处处长陈炳林22日上午在接受新华社驻台记者採访时强调，《国际财经日报》这位陈姓记者的相关报道完全错误，“500万元人民币与（台湾红十字组织）进入灾区完全没有任何关联性”。

### 艺术家追问8000万元善款去向
100多位艺术家曾在2008年为汶川地震捐出作品义拍，筹款8472万元捐给中国红十字会总会。4月25日，方力钧在微博公开质疑称“善款不知所终”。之后，多位曾捐出作品的艺术家也都对此提出了疑问。红十字会回应称，将善款转入另外项目“博爱家园”，未告知捐助人，向艺术家们致歉。

### 江苏阜宁县委发文要求为红会捐款
5月16日，网友曝一份落款为江苏阜宁县委办的要求各级机关、社会团体、企事业单位干部职工等为当地红十字会“博爱万人捐”活动捐款的通知文件。通知还按级别定捐款数额：“采取去零取整的方式捐赠一天的工资，原则上各级党政机关处级以上干部不少于200元，科级不少于150元，其他人员不少于100元”。阜宁县红十字会“博爱万人捐”活动负责人向记者证实了文件的真实性，并称，红会未强制要求各单位完成捐款任务，县委的要求也只是给大家一个参考，捐多捐少全凭自愿。

### 被质疑扣留花冈基金
2011年10月，媒体质疑2000年日方信托给中国红十字会“花冈和平友好基金”去向不明，认为中国红十字会扣留2.5亿日元费用。，红十字会回应称已接受国家审计署的审计，不存在扣留2.5亿日元的情况。2013年5月3日，长城抗战网总编贾元良去到国家审计署申请公布关于“花冈和平友好基金”审计报告，5月24日，国家审计署书面答复称，并未对花冈和平友好基金的使用情况组织过专门审计。6月4日，中国红十字会相关负责人解释，花冈基金已经接受过其他审计机构的审计，没有任何问题。2011年声明受审计署审计，是因为负责人称刚来单位几个月，不了解情况。中国红十字会仍不透露有哪些审计机构参与审计。

### 武汉红十字会拒捐遗体事件
2013年11月11日，中国湖北武汉的一名白血病晚期患者张琪欲捐献遗体，却遭到当地红十字会因“不提供上门服务”而拒绝。事件爆发后，当地红十字会干部方才赶往患者所在的医院进行安慰。

## 2014年

### 质疑向海南灾区捐棉被事件
2014年7月19日，台风威马逊登陆海南。7月21日，中国红十字会向灾区运输5000件夹克衫和1300床棉被而受到质疑。官方称是地方上报的物资需求。

### 仓库违规使用事件
8月19日财经网报道, 红十字会将投资1亿多元的仓库以90万/年的低价(市场价450万元)出租给一家疑似皮包公司，红十字会解释称，“为了解决经费不足，要挣钱养活员工”。 

## 2020年

### 新冠肺炎疫情期间物资分配不当爭議
1月27日，中共湖北省委副書記兼武漢市委書記馬國強在記者會上強調，為公開透明及準確登記，所有物資捐贈一定要經由湖北省或武漢市紅十字會。此前1月26日，民政部已經指定湖北省红十字会、湖北省慈善总会、湖北省青少年发展基金会、武汉市慈善总会、武汉市红十字会5家牵头，接收慈善组织为湖北省武汉市疫情防控工作募集的款物，部分民眾因此不能自行捐獻。
1月30日，《人民日報》官方微博發布武漢協和醫院求助，指醫院物資「不是告急，是沒有了」。同日，湖北省红十字会首次公布捐贈物資使用情況，當中提及協和醫院獲得個人捐贈普通口罩3000個，而武漢仁愛醫院則獲企業捐贈「N95口罩」1.6萬個。翌日，《华西都市报》旗下「封面新聞」指網民質疑為何如此多防護口罩不發放給物資「是沒有了」的協和醫院，而是分配給被指莆田系且不在抗疫一線的醫院。紅十字會隨後發出一份落款時間為「2019年1月31日」的說明，更正仁愛醫院獲發「KN95口罩」1.8萬個，解釋稱向衛生部門了解，得知KN95口罩不能用於定點醫院的一線醫護人員防護才做調整。其中莆田系仁愛醫院與KN95口罩捐贈方北京森根比亚生物工程技术公司，被查出都有共同投資方湖北九州通高投养老产业投资基金合伙企业（有限合伙）。而湖北省紅十字會相关工作人员向《成都商报》旗下红星新闻记者表示，企業可能会存在定向捐赠；通过向紅十字會捐赠，企業還可以產生税务上的优惠，引發質疑。每日經濟新聞就此事查詢北京森根比亚，負責人反駁湖北省紅十字會稱可能是定向捐贈的說法，「我們哪有這權力」，又稱不知道仁愛醫院及捐贈口罩的去向。仁愛醫院院長則向《重慶晨報》旗下「上游新闻」訴苦，指醫院缺口罩，好不容易才要來一批口罩，承認自己是莆田系的民營醫院，但就稱莆田系裏也有好醫院，又稱自己沒聽說過北京森根比亚，認為二者無關係。更奇怪的是，梨視頻此前曾採訪仁爱医院，其畫面中口罩外包装箱上显示为“致盛集团捐赠物资”，而根本不是文件公示的捐赠方森根比亚。据新京报报道，仁爱医院基層也曾称这批口罩并非来自森根比亚。包含《每日经济新闻》等多家媒體，2月1日至2日更到武汉国际博览中心現場採訪，報導了分配延遲，物資嚴重推積和管理混亂的問題。
1月31日，中共湖北省委副書記兼武漢市委書記馬國強接受中國中央電視台訪問，指下一步將下令慈善機構3天發布一次受捐情況，接受社會監督，「相信湖北省委省政府也會贊同這樣的做法」。
2月1日，湖北省紅十字會发表正式声明，表示“对物资分配中存在的问题深感痛心、自责和内疚”，稱「KN95口罩」不在疫情防控用品清單，收到仁愛醫院緊急求援後協調捐贈方，由捐贈方捐給仁愛醫院1.8萬個，還稱1月24日以前仁愛醫院曾收過發熱門診。對於紅十字會沒有防控用品調動權，為何协和医院又能分到清單內的3000只口罩的問題，則是2020年1月26日，一位爱心人士定向捐赠的。声明最后称，湖北省红十字会将痛定思痛、举一反三、认真整改，进一步压实责任、转变作风，全程接受纪检监察部门监督，接受广大媒体和网民的监督，以更加严谨的工作态度，严格按职责、按规定、按程序接受和使用好社会各界捐赠的款物，竭尽全力配合做好疫情防控工作，凤凰网記者發現武漢一個大都會，負責的紅十字地方職員僅有13人，且一人未實際在職，平常工作少薪水高。武漢紅十字會回应《中国慈善家》採訪称，已經「心力交瘁」、「（重大疫情的各方情況）一直有变化，我们也不太清楚。」，管理的工作後來才交由專業物流公司外包。
2月1日，中国中央电视台记者突擊探访武汉市红十字会，在试图深入探访仓库物资分发处时，受到阻拦。保安並要求立刻離開場館內部，強調避免不相關人士進入是他的「職責」，不要互相為難等，直播隨後被迫中斷。當下正好遇到一名自稱武漢協和醫院的工作人員，透露他不知道醫院其他人缺不缺，但其所在的科室確實很少資源，昨天只分得了2套防護服、4片N95口罩。事件随即引來網民熱議。
2月1日下午，有其他记者前往采访，发现一男子从武汉红十字会仓库提出一箱3M口罩，放入一辆车牌为鄂A0260W的后备箱，司机称，“领取的物资是给领导配的”。该记者发现，该车为武汉市政府办公厅公务用车，但拨打车门上的监督电话，一直无人接听。此事曝光後引發爭議。《文匯報》指鄂A0260W随后登上微博热搜，但随后迅速被和谐。翌日，2月2日，武汉市人民政府承認確有市政府办公厅疫情防控工作专班相关人员向市应急物资储存仓库管理人员領取口罩，但為的是保障和解决机关一线工作人员防护问题。武漢市政府辦公室就公務車給領導領口罩事件回應，政府工作人員向倉庫查詢防護用品儲備情況，得知已按要求發放給全市醫院及社區，尚有少量庫存，所以2月1日下午，工作人員參加市工作會議後，從倉庫領取口罩等防護物品，倉庫已統一登記及審批。聲明指今後將進一步規範機關工作人員防護用品的籌集、儲備及發放。
2月1日，北京青年报下属微信公众号北青深一度采访了一名曾参加红十字会的志愿者。该志愿者表示不少人曾在群聊中反映过意见，但组长上报意见后便没有下文，另外每天都有提意见的人被移出群聊。
2月3日，紅十字會與紅新月會國際聯合會新任總幹事查帕蓋恩（Jagan Chapagain）承認中國湖北及武漢物資緊缺，但就認為當地紅十字會首次處理如此大型情況，有不足之處在所難免；又支持紅十字會扣起部分捐贈口罩，指很多這類口罩不符合醫用N95標準，醫護使用是不安全。
2月4日，武漢市紀委監委公布，因市防疫倉庫發放口罩違規，武漢市統計局黨組成員、副局長夏國華被免職及政務記大過、黨内嚴重警告，武漢市發改委黨組書記兼主任、市統計局黨組書記兼局長孟武康，以及武漢市政府辦公廳副主任黃志彤被誡勉談話。湖北省紀委監委公布，因處理捐款捐物時不擔當不作為等問題，湖北省紅十字會黨組成員、專職副會長張欽被免職及政務記大過、黨內嚴重警告，黨組成員陳波被政務記大過、黨内嚴重警告，黨組書記、常務副會長高勤被黨内警告，其他責任人由有關黨組織處理。
2月9日，中國紅十字會總會赴武漢工作組表示要深刻汲取捐贈款物管理失職失責的教訓，開展自查自糾，徹底整改到位。

## 備註
1. ↑  院長其後表示紅十字會領導來電說明，森根比亚是做出捐贈的供應商，致盛集團是生產商[29]。